# 5142 Okutama
5142 Okutama este un asteroid din centura principală de asteroizi.

## Descriere
5142 Okutama este un asteroid din centura principală de asteroizi. A fost descoperit pe 18 decembrie 1990 la Okutama de Tsutomu Hioki și Shuji Hayakawa. El prezintă o orbită caracterizată de o semiaxă mare de 2,54 ua, o excentricitate de 0,27 și o înclinație de 6,3° în raport cu ecliptica.